# Struckia enervis
Struckia enervis là một loài Rêu trong họ Sematophyllaceae. Loài này được (Broth.) Ignatov, T.J. Kop. & D.G. Long mô tả khoa học đầu tiên năm 2007.